# ناحیه پودوناولیه
ناحیه پودوناولیه (به صربی: Podunavlje District) یک روستا در صربستان است که در صربستان واقع شده‌است. ناحیه پودوناولیه ۱٬۲۴۸ کیلومتر مربع مساحت و ۱۹۹٬۳۹۵ نفر جمعیت دارد.